# Tzotzilové
Tzotzilové jsou mayskou etnickou skupinou žijící v mexickém městě San Cristóbal de las Casas a okolo něj na území necelých osmi tisíc kilometrů čtverečních. Toto území se nachází v mexickém federativním státě Chiapas. Jejich jazykem je jazyk tzotzil, velmi blízký jazyku tzeltal. Žijí ve vesnicích jako San Juan Chamula, Zinacantan či Venustiano Carranza.